# Williams Haven
Der Williams Haven ist eine Bucht im Nordwesten von Signy Island im Archipel der Südlichen Orkneyinseln. Sie liegt 300 m südwestlich des North Point. Im Kliff am Nordufer der Bucht liegt eine große Höhle.
Das UK Antarctic Place-Names Committee benannte sie 1991 nach David Donaldson Wynn-Williams (1946–2002), der ab 1974 als Mikrobiologe für den British Antarctic Survey tätig und dabei an zwei antarktische Winter- und sechs Sommerkampagnen auf Signy Island beteiligt war.